# 瑪拉·翠玉
瑪拉·翠玉（英文：Mara Jade，也可音譯為瑪拉·杰德、玛拉·贾德）是《星球大战》中的傳說人物，曾是白卜庭手下的皇帝之手之一。

## 生平
在皇帝過世後，她為走私客泰隆·卡爾德工作，並成為他的副手。在索龍危機期間，直到那時他們才意識到，彼此的配合是多麼完美。儘管10年來兩人之間一直氣氛緊張，儘管最初她對路克·天行者懷著刻骨的仇恨，他們終於盡棄前嫌，化敵為友，墜入愛河。一同擊敗绝地武士喬兀洛斯·克暴斯。並到路克·天行者在亞汶4號上建立之絕地學院學習。而後在索龍之手危機期間，她再次與路克化解危機，並決定嫁給他。
在銀河系內戰通過締結和約正式結束之後，兩人在科洛桑舉行婚禮。此時的銀河系，正經歷著天翻地覆的政治變革，而兩人的結合是一個強有力的象徵，表現了一種鼓舞人心的觀念。一名前帝國特工和銀河系最強大的絕地武士，盡棄前嫌殊途同歸，找到了愛情。
婚後她更名為瑪拉·翠玉·天行者(Mara Jade Skywalker)，和丈夫路克在銀河中旅行執行任務。欲戰風危機期間她產下一子班·天行者(Ben Skywalker)，死於外甥傑森·索羅引發之戰爭中。